# Hymenogastraceae
Hymenogastraceae là một họ nấm trong bộ Agaricales với thể quả (fruitbody) bao gồm cả dạng nấm tán và nấm cục (truffle).